# Edward J. Repka
Edward J. Repka est un artiste américain plus connu pour les couvertures d'album de trash metal qu'il a réalisé, notamment ceux du groupe Megadeth mettant en scène leur mascotte, Vic Rattlehead. Repka a aussi travaillé sur le design des modèles des films Hellraiser. Il est actuellement dessinateur principal et responsable artistique de la National Entertainment Collectibles Association.
Son dessin basé sur le film Wolfman fut utilisé pour la couverture du premier numéro du magazine d'horreur HorrorHound.

## Couvertures d'albums
- 3 Inches of Blood - Advance & Vanquish
- Aggression - Moshpirit
- After All - Dawn of the Enforcer
- After All - rejection Overruled
- After All - Waves of Annihilation
- Atheist - Piece of Time
- Austrian Death Machine - Total Brutal
- Austrian Death Machine - Double Brutal
- Austrian Death Machine - Triple brutal
- Black Zombie Procession - Mess with the Best, Die Like the Rest
- Besieged - Victims Beyond all Help
- Bloodfreak - Scared Stiff
- Brainwreck - Evil Ways!
- Burning Nitrum - Molotov
- Chorpuss - Witch of the Moor
- Circle Jerks - VI
- Condition Critical - Operational Hazard
- Deal With It - End Time Prophecies
- Death - Scream Bloody Gore
- Death - Leprosy
- Death - Spiritual Healing
- Defiance - Product of Society
- Defiance - Beyond Recognition
- Dismantle - Satanic Force
- DSA Commando - Sputo
- Eliminator - Breaking the Wheel
- Elm Street - Barbed Wire Metal
- Evil Dead - Annihilation of Civilization
- Evil Dead - The Underworld
- Evil Survives - Judas Priest Live
- Evil Survives - Powerkiller
- Exeloume - Fairytale Of Perversion
- Exeloume - Return of the Nephilim
- Faith Of Fear - Instruments of Death
- Fallen Man - Mercenary
- Frade Negro - Black Souls in the Abyss
- Frade Negro - The attack of the Damend
- Gruesome - Dimensions of Horror
- Gruesome - Savage Land
- Guillotine - Blood Money
- Hell's Domain - Hell's domain
- Hexen - State of Insurgency
- Hirax - El Rostro de la Muerte
- Hoy Grail - Improper Burial
- Hyades (en) - And the Worst is Yet to Come
- Hyades - The roots of trash
- Infinite Translation - Impulsive Attack
- Infinite Translation - Masked Reality
- Killjoy - Compelled by Fear
- Lost Society - Fast Loud Death
- Ludichrist - Immaculate Deception
- Mad Maze - Frames of Alienation
- Massacre - From Beyond
- Massacre - Inhuman Condition
- Massacre - Provoked Accurser
- Megadeth - Holy Wars... The Punishment Due
- Megadeth - Peace Sells... but Who's Buying?
- Megadeth - Hangar 18
- Megadeth - Rust in Peace
- Megadeth - Rusted Pieces
- Merciless Death - Evil In The Night
- Municipal Waste - Hazardous Mutation
- Miss Djax - Inferno
- Miss Djax - Stereo Destroyer
- Napalm - Cruel Tranquility
- Necro - The Pre-Fix For Death
- NOFX - S&M Airlines
- Nuclear Assault - Game Over
- Panico Al Miedo - Panico Al Miedo
- Pitiful Reign - Visual Violence
- Possessed - Beyond the Gates
- Ravage - The End of Tomorrow
- Red Razor - Beer Revolution
- Ruff Neck - Ruff Treatment
- Sanctuary - Refuge Denied
- Skull Vomit - Deadly Observation
- S.O.B - Gate of Doom
- Solstice - Solstice
- Steelwing - Lord of the Wasteland
- Suicidal Angels - Dead Again
- Suicidal Angels - Bloodbath
- Suicidal Angels - Divide and Conquer
- Suicidal Angels - Division of Blood
- Suicide Watch - Global Warning
- Toxic Holocaust - Hell on Earth
- Toxik - World Circus
- Toxik - Think this Album
- Ultra Violence - Deflect the Flow
- Ultra Violence - Privilege to Overcome
- Uncle Slam - Will Work for Food
- Uncle Slam - Wen God Dies
- Untimely Demise - Black Widow
- Untimely Demise - City of Steel
- Untimely Demise - Full Speed Metal
- Various Artist - Butchering the Beatles - A Headbashing Tribut
- Various Artists - Thrash or be Thrashed - An International Tribute to Thrash
- Venom - Here Lies
- Vio-lence - Eternal Nightmare
- Violent Playground - Trashin Blues
- Whiplash - Unborn Again
- Wild - Calles de Fuego
- Wild - La Nueva Orden
- Wrathchild America - Climbin' the Walls
- Zero Down - Good Times ... At the Gates of Hell
- Zero Down - No Limit to the Evil
- Zombis Do Espaco - Em uma missao de Satanas
- Zombis Do Espaco - Nos Viemos Em Paz